# Paul W. Brown
Paul Wesley Brown (* 14. Januar 1915 in Cleveland, Ohio; † 17. November 2000 in Sarasota, Florida) war ein US-amerikanischer Jurist, Offizier und Politiker (Republikanische Partei). Er war von 1964 bis 1968 und von 1973 bis 1981 Richter am Supreme Court of Ohio und von 1969 bis 1971 Attorney General von Ohio.

## Werdegang
Paul Wesley Brown, Sohn von William und Mary E. Brown, wurde 1915 in Cleveland geboren. Über seine Jugendjahre ist nichts bekannt. Er arbeitete in einem Stahlwerk, um seine Ausbildung zu finanzieren. 1937 graduierte er an der Ohio State University mit einem Bachelor und 1939 am Ohio State University College of Law mit einem Bachelor of Laws. Nach dem Erhalt seiner Zulassung als Anwalt begann er in der Kanzlei von Falls, Hazel & Kerr in Youngstown (Ohio) zu praktizieren.
Während des Zweiten Weltkrieges verpflichtete er sich 1941 als Lieutenant in der Reserve Field Artillery und diente dann ab 1942 als Captain in der Armored Field Artillery der US Army in Nordafrika. Brown wurde dort gefangen genommen und in einem italienischen Kriegsgefangenenlager inhaftiert. Ihm gelang allerdings die Flucht. Er wurde dann in die Vereinigten Staaten zurückgeschickt, um sich dort von seinen Verwundungen zu erholen. Ihm wurden ein Silver Star und ein Purple Heart verliehen.
Brown nahm dann seine Tätigkeit als Anwalt in der Kanzlei von Williams, Andrews & Brown in Youngstown auf. Er war in der Fakultät der Youngstown State University tätig und diente dann als Kontaktperson zwischen der Universität und der Landesregierung, als die Universität ihren Status von einer privaten zu einer öffentlichen Einrichtung änderte.
1960 wurde er zum Richter am Berufungsgericht des 7. Gerichtsbezirks von Ohio gewählt und 1962 für eine volle Amtszeit wiedergewählt. Er wurde dann 1964 für eine kurze Amtszeit zum Richter am Supreme Court of Ohio gewählt und 1966 für eine volle Amtszeit wiedergewählt.
Der Attorney General von Ohio, William B. Saxbe, wurde 1968 in den US-Senat gewählt. Daraufhin trat Saxbe von seinem Posten als Attorney General zurück und der Gouverneur von Ohio Jim Rhodes ernannte Brown zum neuen Attorney General von Ohio. 1970 gewann Brown die republikanischen Vorwahlen, verlor aber die Wahl an den Demokraten William J. Brown, so dass seine Amtszeit im Januar 1971 endete.
Paul Wesley Brown arbeitete als Trust Officer für die Ohio National Bank bevor er sich wieder politisch engagierte. Er gewann 1972 die Wahl für den Richterposten am Supreme Court of Ohio und die Wiederwahl im Jahr 1978. Am 31. August 1981 trat er von seinem Richterposten zurück und nahm wieder seine Tätigkeit als Anwalt auf. Er begann in der Niederlassung in Columbus (Ohio) der Kanzlei von Thompson, Hine & Flory aus Cleveland zu praktizieren.
Brown heiratete 1942 Helen Louise Page (1918–2006). Das Paar hatte sieben Kinder. Er verstarb 2000 in Sarasota (Florida). Sein Leichnam wurde dann nach Lewis Center (Ohio) überführt und dort auf dem Resurrection Cemetery beigesetzt.